# タクアレンボー
タクアレンボー（Tacuarembó）とはウルグアイ北中部の都市であり、タクアレンボー県の県都である。2004年の調査で人口は51,224人だった。

## 歴史
1831年10月24日にフルクトゥオソ・リベラ大統領はこの地に街を建設することを命じた。任務は大統領の弟のベルナルベ・リベラに任された。
リベラ大佐はモンテビデオを離れて家族と共にキャラバンで三ヶ月旅し、タクアレンボー川（グアラニー語で「葦の川」を意味する）の岸に向かった。この地域は居住のために調査され、区画に分割されていた。1832年1月21日に、リベラ大佐はタラゴナのフルクトゥオソの名からサン・フルクトゥオソの名でこの街を建設した（1月21日が聖フルクトゥオソの記念日なのである）。
1837年には、サン・フルクトゥオソは街となった。500人以上の居住者が存在した。
時が経ち、コミュニティは成長を続けた。1912年6月17日には、サン・フルクトゥオソは市政に移行し、名前もタクアレンボーと改められた。

## 著名な居住者
タクアレンボーは、作家のシルセ・マイア、マリオ・ベネデッティ、トマス・デ・マトス、ホルヘ・マジフード、など多くの文学者を輩出している。脚本家のハワード・ボーンも晩年にはタクアレンボーに住んでいた。
また、タンゴの音楽家であるカルロス・ガルデルも、タクアレンボー付近のバリェ・エデン村の出身という説があることから、市内には顕彰碑やカルロス・ガルデル博物館が存在する。

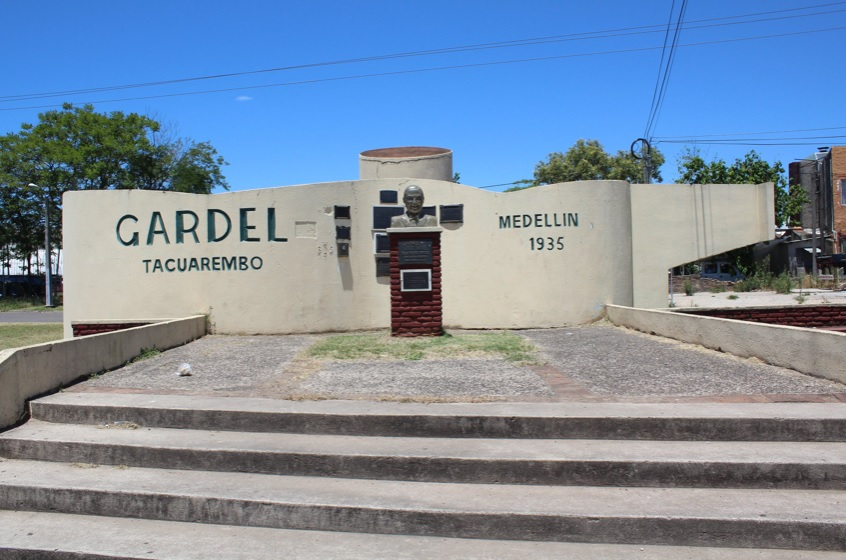
タクアレンボー市内のカルロス・ガルデル顕彰碑
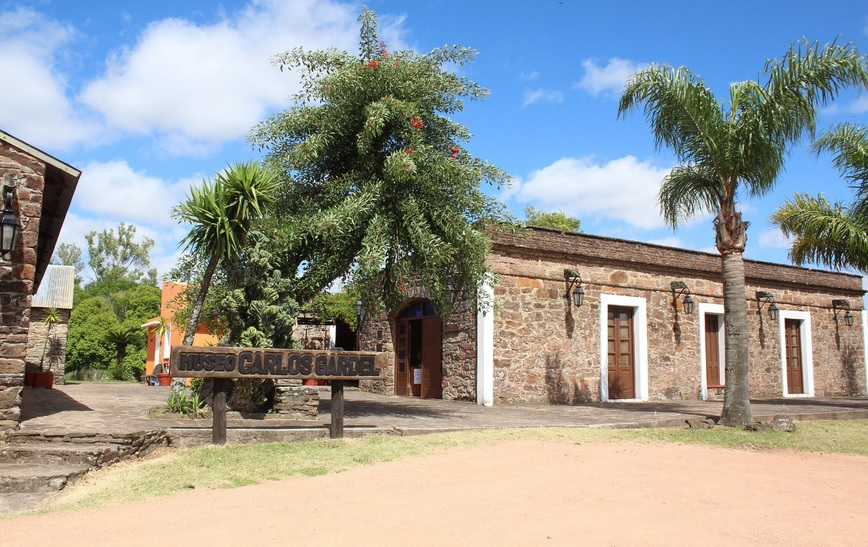
タクアレンボーのカルロス・ガルデル博物館

## 脚註
1. ↑  http://es.catholic.net/santoral/articulo.php?id=684